# Mont Saint-Magloire
Le mont Saint-Magloire est une montagne située à Saint-Philémon, dans la municipalité régionale de comté (MRC) de Bellechasse, dans la région administrative de Chaudière-Appalaches, au Québec, au Canada.

## Géographie

### Situation, topographie
Situé dans les monts Notre-Dame au sud du fleuve Saint-Laurent, le mont Saint-Magloire a une altitude de 915 m et fait partie du massif du Sud. Le sommet est compris dans le parc régional du Massif-du-Sud.

### Faune et flore
La flore du mont Saint-Magloire est principalement composée de bouleau à papier, de pin rouge, d’érable à sucre, de sapin baumier, de bouleau jaune, d’épinette blanche, de mélèze laricin et de thuya occidental (cèdre blanc). La faune, quant à elle, est composée de cerfs de Virginie, de loutres de rivière, de castors, d’orignaux et d’ours noirs.
Le climat des hautes montagnes des Appalaches s'avère similaire à celui rencontré quelques centaines de kilomètres plus au nord. La forêt boréale se trouve dans ces deux zones. Naturellement, la forêt boréale est constituée d'une variété de peuplements d'âges différents. Diverses perturbations naturelles détruisent les vieux arbres de ces peuplements de conifères : aubaine, incendie ou épidémie de tordeuse des bourgeons. De plus, les activités humaines provoquent des perturbations majeures, notamment l'exploitation forestière. Les espèces animales qui préfèrent les peuplements en régénération ont parfois un avantage. Néanmoins, certaines espèces sont en danger car elles doivent satisfaire leurs besoins fondamentaux dans les anciennes forêts de conifères.
Dans le secteur du mont Saint-Magloire, la forêt boréale est plutôt restreinte à la partie supérieure des hautes montagnes. Ainsi, plusieurs espèces animales vivent dans les forêts alpines du massif du Sud comme dans la forêt nordique. La réserve écologique Claude-Mélançon au cœur du massif du Sud a une superficie de 535 ha. Le territoire administré par cette réserve comprend le versant ouest du mont Saint-Magloire. Le point culminant de ce parc atteint 916 m d'altitude. Les coupes forestières y étant interdites, le tissu forestier contient une partie d'anciens peuplements de résineux caractérisés par de nombreux vieux arbres, chicots et arbres morts gisant au sol. Cette abondance d'arbres morts favorise certaines espèces sauvages qui se nourrissent, s'abritent et se protègent des prédateurs.
Les ornithologues ont identifié certaines espèces d'oiseaux, très rares au sud du Saint-Laurent, qui survivent dans cette ancienne forêt résineuse, un habitat raréfié s'il y a exploitation forestière. Ces espèces sont le tétras de l'épinette, le pic à dos noir, le moineau fauve, le moineau à couronne blanche, la moucherolle à ventre jaune, le troglodyte à couronne dorée, le gros-bec du soir, le bec-croisé rouge, le bec croisé tordu, la paruline à collier et la fauvette rayée.
Le pic à dos noir capture les insectes en forant des trous dans les troncs de conifères sénescents ou morts. La paruline à collier construit ses nids avec du lichen des arbres qui pousse sur de vieux conifères. De plus, le bec croisé se nourrit presque exclusivement de graines de conifères, que l'on trouve en abondance sur les grands arbres.

## Vue et accès au mont
Une fois sur le mont Saint-Magloire, il est possible d’avoir une vue sur les montagnes alentour et sur le parc éolien EDF. Pour accéder au mont, il faut passer par des sentiers pédestres boisés. Il est possible en hiver seulement d’accéder au mont en motoneige par ces sentiers.